# 茱蒂·霍爾德納
茱蒂·A·霍爾德納（英語：Judy A. Holdener，1965年—）是一名美國數學家和教育家，凱尼恩學院數學教授。霍爾德納的主要興趣是數論。她發現圖查德定理的一個較簡單的證明，該定理指出每個完全數都是2k、12k+1或36k+9的形式。
霍爾德納在肯特州立大學獲得數學學士學位，在伊利諾大學厄巴納-香檳分校獲得數學碩士和博士學位。霍爾德納於1997年加入凱尼恩學院的教師隊伍，目前她是約翰·B·麥考伊傑出教學主任。
南非獲獎詩人阿索·威廉斯的詩《歐拉的女兒》獻給霍爾德納，以慶祝她對數學和生活的熱愛。

## 外部連結
- 茱蒂·霍爾德納 （页面存档备份，存于）在凱尼恩學院的官方網站